# Pie de trinchera
El pie de trinchera, también conocido como pie de inmersión, es el nombre con que se conoce a la enfermedad descrita por primera vez durante la Primera Guerra Mundial a los soldados que habían permanecido durante el invierno en trincheras anegadas de agua. Consiste en un edema rojo y doloroso en el pie, acompañado de focos supurados, linfangitis e hiperpulsatilidad arterial.

## Patología
El nombre de esta enfermedad se estableció en la Primera Guerra Mundial. Los soldados permanecían sin descanso en trincheras anegadas durante semanas  a temperaturas muy bajas. Los síntomas aparecían cuando los pies se exponían durante periodos prolongados a los efectos de la humedad y el frío. La combinación de frío y humedad ablandaba la piel, causando la herida e infección del tejido. Si no se trataba la enfermedad a tiempo, daba lugar a la gangrena, requiriendo la amputación del miembro. Normalmente, los primeros síntomas son: picazón, piel fría, dolor, entumecimiento y hormigueo. Posteriormente suele hincharse el pie y la piel se vuelve rojiza (eritrosis) o azulada (cianosis), con supuración o sangrado, como consecuencia de un aporte vascular pobre. Los soldados que utilizaban botas impermeables o muy apretadas, estaban expuestos a la enfermedad debido a la acumulación de sudor.

## Causas
El pie de trinchera es propiciado por la acumulación de mala nutrición, deshidratación, calzado inapropiado y calcetines mojados. Las personas que sudan mucho son más propicias a contraer esta enfermedad. La forma de combatir el mal es tener a mano calcetines limpios y secos todo el tiempo.

## Fases de la enfermedad
Tras cuatro o cinco días de exposición al frío y la humedad, la enfermedad se desarrolla en tres fases. En la primera, existe una vasoconstricción por el frío y la humedad, debido al poco oxígeno que le llegan a las células del pie. Los pies se sienten fríos al tacto, están ligeramente aumentados de volumen y la piel reblandecida, se desarrollan pruritos y uña dolorosa como síntomas principales. Cuando se recalienta el pie, los tejidos dañados se vuelven rojizos y son dolorosos al tacto. El dolor puede durar desde horas hasta días.
En la segunda fase las células resultan dañadas por la falta de circulación sanguínea y cuando los vasos sanguíneos se descongestionan, los tejidos se edematizan y supuran por el exceso de líquidos. El enfermo siente un hormigueo doloroso que no disminuye. Cuando se recalienta  el pie, aparecen ampollas y úlceras que cuando se abren muestran el tejido muerto. En casos severos el resultado es la gangrena.  El sufrimiento puede durar de 2 a 6 semanas.
La tercera fase puede durar semanas o meses. Las ampollas desaparecen y el pie recobra su apariencia normal, aumentando la transpiración en los pies. La sensibilidad al frío se agudiza, los niveles de dolor son variables, se presenta picazón y parestesia. El pie dañado es susceptible de sufrir daños en un futuro a causa del frío.

## Tratamiento

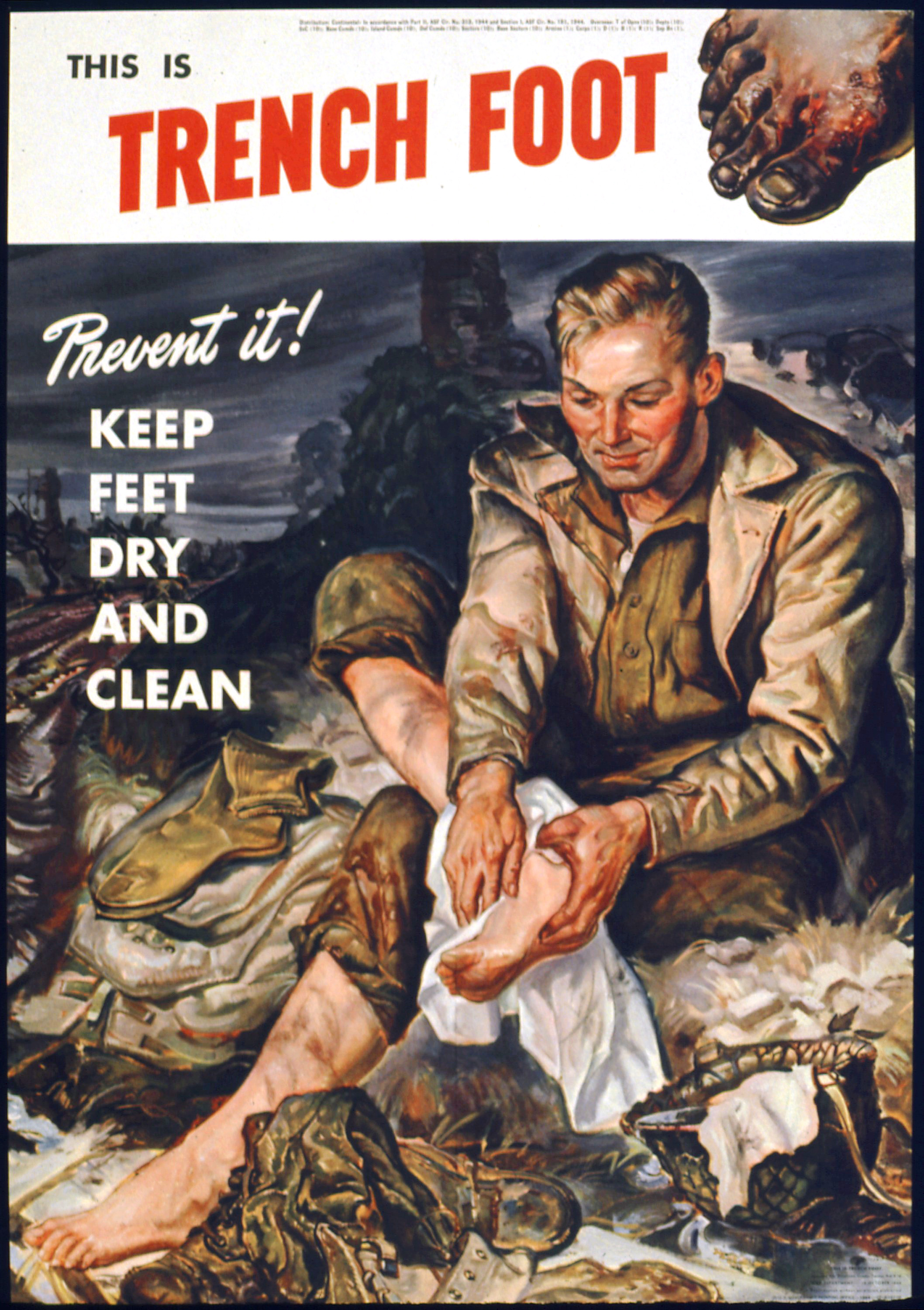
Información de la Oficina de Guerra estadounidense para los soldados durante la Segunda Guerra Mundial: «Esto es pie de trinchera. ¡Evítelo! Mantenga los pies secos y limpios.»

El tratamiento a aplicar consiste en secar los pies cuidadosamente, lavarlos si están sucios, remojarlos en agua tibia y secarlos muy bien, mantenerlos elevados por encima del corazón del paciente mientras se recalientan. No se deben frotar ni colocarlos cerca a fuentes de intenso calor, como hogueras o estufas, por ejemplo. No se deben usar cremas ni lociones, ni se deben reventar las ampollas. No se debe masajear o exponerlos a calor intenso. Se deben administrar antibióticos, analgésicos y suero antitetánico, siguiendo las indicaciones del medicamento.

## Historia
Los primeros casos de esta enfermedad, fueron vistos en los soldados del ejército de Napoleón Bonaparte en 1812, durante la Retirada de Rusia, los que por su amplia frecuencia fueron observados y descritos por Dominique Jean Larrey.
A pesar de lo anterior, su nombre proviene de lo que sucedía con los soldados de la Primera Guerra Mundial, al estar tanto tiempo en las trincheras y, especialmente, en invierno y en la fase de Guerra de trincheras. Sumado lo anterior, se vieron casos en la Segunda Guerra Mundial, la Guerra de Vietnam, y una reaparición de la enfermedad entre las tropas inglesas y argentinas durante la Guerra de las Malvinas en 1982, donde sus causas fueron el frío, humedad y el calzado insuficiente para el terreno.
Algunas personas declararon haber desarrollado pie de trinchera en 1998 y 2007 durante  el Glastonbury  Festival, en 2009 en el Leeds Festival y en 2012  en el Download Festival como resultado del constante frío y lo húmedo y fangoso de los terrenos donde ocurrieron los eventos.